# 24 uur van Daytona 2000
De 24 uur van Daytona 2000 was de 38e editie van deze endurancerace. De race werd verreden op 5 en 6 februari 2000 op de Daytona International Speedway nabij Daytona Beach, Florida.
De race werd gewonnen door de Viper Team Oreca #91 van Olivier Beretta, Karl Wendlinger en Dominique Dupuy, die allemaal hun eerste Daytona-zege behaalden. De SR-klasse werd gewonnen door de Dyson Racing #20 van James Weaver, Rob Dyson, Max Papis en Elliott Forbes-Robinson. De GTU-klasse werd gewonnen door de Haberthur Racing #56 van Luca Drudi, Gabrio Rosa, Fabio Rosa en Fabio Babini. De AGT-klasse werd gewonnen door de Comer Racing, Inc. #84 van John Finger, Doug Mills, Richard Maugeri, Andy McNeil en Ronald Zitza.

## Race
Winnaars in hun klasse zijn vetgedrukt.
| Pos. | Klasse | No. | Team                                 | Coureurs                                                                                | Chassis                         | Banden | Ronden |
| Pos. | Klasse | No. | Team                                 | Coureurs                                                                                | Motor                           | Banden | Ronden |
| ---- | ------ | --- | ------------------------------------ | --------------------------------------------------------------------------------------- | ------------------------------- | ------ | ------ |
| 1    | GTO    | 91  | Viper Team Oreca                     | Olivier Beretta Karl Wendlinger Dominique Dupuy                                         | Dodge Viper GTS-R               | M      | 723    |
| 1    | GTO    | 91  | Viper Team Oreca                     | Olivier Beretta Karl Wendlinger Dominique Dupuy                                         | Dodge 8.0 L V10                 | M      | 723    |
| 2    | GTO    | 3   | Corvette Racing                      | Ron Fellows Justin Bell Chris Kneifel                                                   | Chevrolet Corvette C5-R         | G      | 723    |
| 2    | GTO    | 3   | Corvette Racing                      | Ron Fellows Justin Bell Chris Kneifel                                                   | Chevrolet LS1 7.0 L V8          | G      | 723    |
| 3    | GTO    | 93  | Viper Team Oreca                     | David Donohue Ni Amorim Jean-Philippe Belloc Tommy Archer                               | Dodge Viper GTS-R               | M      | 719    |
| 3    | GTO    | 93  | Viper Team Oreca                     | David Donohue Ni Amorim Jean-Philippe Belloc Tommy Archer                               | Dodge 8.0 L V10                 | M      | 719    |
| 4    | SR     | 20  | Dyson Racing                         | James Weaver Rob Dyson Max Papis Elliott Forbes-Robinson                                | Riley & Scott Mk. III           | G      | 717    |
| 4    | SR     | 20  | Dyson Racing                         | James Weaver Rob Dyson Max Papis Elliott Forbes-Robinson                                | Ford-Lincoln 5.5 L V8           | G      | 717    |
| 5    | GTO    | 92  | Viper Team Oreca                     | Tommy Archer Marc Duez Vincent Vosse Jean-Philippe Belloc                               | Dodge Viper GTS-R               | M      | 691    |
| 5    | GTO    | 92  | Viper Team Oreca                     | Tommy Archer Marc Duez Vincent Vosse Jean-Philippe Belloc                               | Dodge 8.0 L V10                 | M      | 691    |
| 6    | GTO    | 45  | Team Viper West                      | Stephen Watson Christian Vann Raffaele Sangiuolo Allison Duncan                         | Dodge Viper GTS-R               | D      | 665    |
| 6    | GTO    | 45  | Team Viper West                      | Stephen Watson Christian Vann Raffaele Sangiuolo Allison Duncan                         | Dodge 8.0 L V10                 | D      | 665    |
| 7    | GTO    | 46  | Team Viper West                      | Toni Seiler Erik Messley Walter Brun Hans Hugenholtz jr.                                | Dodge Viper GTS-R               | D      | 659    |
| 7    | GTO    | 46  | Team Viper West                      | Toni Seiler Erik Messley Walter Brun Hans Hugenholtz jr.                                | Dodge 8.0 L V10                 | D      | 659    |
| 8    | GTU    | 56  | Haberthur Racing                     | Luca Drudi Gabrio Rosa Fabio Rosa Fabio Babini                                          | Porsche 996 GT3-R               | P      | 658    |
| 8    | GTU    | 56  | Haberthur Racing                     | Luca Drudi Gabrio Rosa Fabio Rosa Fabio Babini                                          | Porsche 3.6 L Flat-6            | P      | 658    |
| 9    | GTO    | 72  | Freisinger Motorsport                | Wolfgang Kaufmann Ernst Palmberger Lance Stewart                                        | Porsche 911 GT2                 | D      | 657    |
| 9    | GTO    | 72  | Freisinger Motorsport                | Wolfgang Kaufmann Ernst Palmberger Lance Stewart                                        | Porsche 3.8 L Flat-6            | D      | 657    |
| 10   | GTU    | 7   | RWS Motorsport                       | Dieter Quester Philipp Peter Hans Willems Hans-Jörg Hofer Luca Riccitelli               | Porsche 996 GT3-R               | M      | 657    |
| 10   | GTU    | 7   | RWS Motorsport                       | Dieter Quester Philipp Peter Hans Willems Hans-Jörg Hofer Luca Riccitelli               | Porsche 3.6 L Flat-6            | M      | 657    |
| 11   | GTO    | 99  | Schumacher Racing                    | Martin Snow John O'Steen Stu Hayner Larry Schumacher                                    | Porsche 911 GT2                 | M D P  | 654    |
| 11   | GTO    | 99  | Schumacher Racing                    | Martin Snow John O'Steen Stu Hayner Larry Schumacher                                    | Porsche 3.8 L Flat-6 Turbo      | M D P  | 654    |
| 12   | GTU    | 07  | G&W Motorsports                      | Mike Fitzgerald Greg Merril Steve Marshall Danny Marshall Chris MacAllister Darren Law  | Porsche 993 Carrera RSR         | P      | 651    |
| 12   | GTU    | 07  | G&W Motorsports                      | Mike Fitzgerald Greg Merril Steve Marshall Danny Marshall Chris MacAllister Darren Law  | Porsche 3.6 L Flat-6            | P      | 651    |
| DNF  | SR     | 6   | Team Cadillac                        | Butch Leitzinger Andy Wallace Franck Lagorce                                            | Cadillac Northstar LMP          | P      | 637    |
| DNF  | SR     | 6   | Team Cadillac                        | Butch Leitzinger Andy Wallace Franck Lagorce                                            | Cadillac Northstar 4.0 L V8     | P      | 637    |
| 14   | SR     | 5   | Team Cadillac                        | Wayne Taylor Max Angelelli Eric van de Poele                                            | Cadillac Northstar LMP          | P      | 637    |
| 14   | SR     | 5   | Team Cadillac                        | Wayne Taylor Max Angelelli Eric van de Poele                                            | Cadillac Northstar 4.0 L V8     | P      | 637    |
| 15   | GTU    | 67  | Westward Ho Casino/The Racer's Group | Wade Gaughran Philip Collin Dale White Kevin Buckler Michael Petersen                   | Porsche 996 GT3-R               | P      | 623    |
| 15   | GTU    | 67  | Westward Ho Casino/The Racer's Group | Wade Gaughran Philip Collin Dale White Kevin Buckler Michael Petersen                   | Porsche 3.6 L Flat-6            | P      | 623    |
| DNF  | GTU    | 23  | Alex Job Racing                      | Randy Pobst Bruno Lambert Mike Conte                                                    | Porsche 996 GT3-R               | M      | 620    |
| DNF  | GTU    | 23  | Alex Job Racing                      | Randy Pobst Bruno Lambert Mike Conte                                                    | Porsche 3.6 L Flat-6            | M      | 620    |
| 17   | GTU    | 66  | Team Seattle/The Racer's Group       | Don Kitch jr. Steve Miller Kiichi Takahashi Dave Gaylord                                | Porsche 996 GT3-R               | P      | 617    |
| 17   | GTU    | 66  | Team Seattle/The Racer's Group       | Don Kitch jr. Steve Miller Kiichi Takahashi Dave Gaylord                                | Porsche 3.6 L Flat-6            | P      | 617    |
| 18   | GTU    | 41  | L. R. Organisation                   | Peter Hardman Philippe Favre Stanislas De Sadeleer Nicolaus Springer                    | Porsche 996 GT3-R               | D      | 606    |
| 18   | GTU    | 41  | L. R. Organisation                   | Peter Hardman Philippe Favre Stanislas De Sadeleer Nicolaus Springer                    | Porsche 3.6 L Flat-6            | D      | 606    |
| 19   | GTO    | 73  | Freisinger Motorsport                | Ulrich Gallade Ray Lintott Manfred Jurasz Klaus Horn Allan Ziegelman                    | Porsche 911 GT2                 | D      | 604    |
| 19   | GTO    | 73  | Freisinger Motorsport                | Ulrich Gallade Ray Lintott Manfred Jurasz Klaus Horn Allan Ziegelman                    | Porsche 3.8 L Flat-6 Turbo      | D      | 604    |
| DNF  | GTU    | 90  | Larbre Compétition                   | Christophe Bouchut André Ahrlé Jean-Luc Chéreau Patrice Goueslard                       | Porsche 996 GT3-R               | M      | 597    |
| DNF  | GTU    | 90  | Larbre Compétition                   | Christophe Bouchut André Ahrlé Jean-Luc Chéreau Patrice Goueslard                       | Porsche 3.6 L Flat-6            | M      | 597    |
| 21   | GTU    | 62  | Safina Racing                        | Hugh Plumb Mark Hillestad Carlos de Quesada Ross Bluestein Joseph Safina                | BMW M3 E36                      | P      | 597    |
| 21   | GTU    | 62  | Safina Racing                        | Hugh Plumb Mark Hillestad Carlos de Quesada Ross Bluestein Joseph Safina                | BMW 3.2 L I6                    | P      | 597    |
| 22   | GTU    | 97  | Schmidt Brothers                     | Max Schmidt Rusty Schmidt Jeff Conkel Bob Woodman                                       | Porsche 911 Carrera RSR         | P      | 594    |
| 22   | GTU    | 97  | Schmidt Brothers                     | Max Schmidt Rusty Schmidt Jeff Conkel Bob Woodman                                       | Porsche 3.6 L Flat-6            | P      | 594    |
| 23   | SR     | 36  | Johansson-Matthews Racing            | Stefan Johansson Guy Smith Jim Matthews Memo Gidley                                     | Reynard 2KQ                     | Y      | 576    |
| 23   | SR     | 36  | Johansson-Matthews Racing            | Stefan Johansson Guy Smith Jim Matthews Memo Gidley                                     | Judd 4.0 L V10                  | Y      | 576    |
| DNF  | GTO    | 4   | Corvette Racing                      | Kelly Collins Andy Pilgrim Franck Fréon                                                 | Chevrolet Corvette C5-R         | G      | 573    |
| DNF  | GTO    | 4   | Corvette Racing                      | Kelly Collins Andy Pilgrim Franck Fréon                                                 | Chevrolet LS1 7.0 L V8          | G      | 573    |
| 25   | GTU    | 58  | MAC Racing                           | Massimo Morini Antonio De Castro Luca Cattaneo Renato Bicciato Massimo Frigerio         | Porsche 996 GT3-R               | P      | 570    |
| 25   | GTU    | 58  | MAC Racing                           | Massimo Morini Antonio De Castro Luca Cattaneo Renato Bicciato Massimo Frigerio         | Porsche 3.6 L Flat-6            | P      | 570    |
| 26   | GTU    | 34  | Autohaus Harrisburg, Inc.            | Spencer Pumpelly Emil Assentato John Steinmetz Gregor Fisken                            | Porsche 993 Carrera RSR         | G      | 549    |
| 26   | GTU    | 34  | Autohaus Harrisburg, Inc.            | Spencer Pumpelly Emil Assentato John Steinmetz Gregor Fisken                            | Porsche 3.8 L Flat-6            | G      | 549    |
| 27   | AGT    | 84  | Comer Racing, Inc.                   | John Finger Doug Mills Richard Maugeri Andy McNeil Ronald Zitza                         | Chevrolet Camaro                | P      | 546    |
| 27   | AGT    | 84  | Comer Racing, Inc.                   | John Finger Doug Mills Richard Maugeri Andy McNeil Ronald Zitza                         | Chevrolet 6.0 L V8              | P      | 546    |
| DNF  | GTU    | 10  | Jurgen/Alzen Motorsport              | Ulli Richter Wilhelm Kern Axel Rohr Jürgen Alzen                                        | Porsche 996 GT3-R               | P      | 542    |
| DNF  | GTU    | 10  | Jurgen/Alzen Motorsport              | Ulli Richter Wilhelm Kern Axel Rohr Jürgen Alzen                                        | Porsche 3.6 L Flat-6            | P      | 542    |
| DNF  | GTU    | 44  | PK Sport                             | Peter Chambers Paul Fuller Mike Youles Marcus Fothergill Adam Simmons                   | Porsche 996 GT3-R               | D      | 542    |
| DNF  | GTU    | 44  | PK Sport                             | Peter Chambers Paul Fuller Mike Youles Marcus Fothergill Adam Simmons                   | Porsche 3.6 L Flat-6            | D      | 542    |
| DNF  | GTU    | 2   | MCR/Aspen Knolls                     | Shane Lewis Bob Mazzuoccola Mike Bavaro Cort Wagner                                     | Porsche 996 GT3-R               | P      | 540    |
| DNF  | GTU    | 2   | MCR/Aspen Knolls                     | Shane Lewis Bob Mazzuoccola Mike Bavaro Cort Wagner                                     | Porsche 3.6 L Flat-6            | P      | 540    |
| DNF  | GTU    | 81  | G&W Motorsports                      | Uwe Alzen Duncan Huisman Patrick Huisman Darren Law                                     | Porsche 996 GT3-R               | M      | 525    |
| DNF  | GTU    | 81  | G&W Motorsports                      | Uwe Alzen Duncan Huisman Patrick Huisman Darren Law                                     | Porsche 3.6 L Flat-6            | M      | 525    |
| 32   | GTU    | 01  | Reiser Callas Rennsport              | Grady Willingham Chris Pennington Joel Reiser Simon Sobrero Craig Stanton               | Porsche 996 GT3-R               | Y      | 523    |
| 32   | GTU    | 01  | Reiser Callas Rennsport              | Grady Willingham Chris Pennington Joel Reiser Simon Sobrero Craig Stanton               | Porsche 3.6 L Flat-6            | Y      | 523    |
| 33   | SR     | 47  | RaceStar Motorsports                 | Richard McDill Todd Vallancourt John G. Thomas Les Vallarano Ken Stiver                 | Spice SE90                      | P      | 522    |
| 33   | SR     | 47  | RaceStar Motorsports                 | Richard McDill Todd Vallancourt John G. Thomas Les Vallarano Ken Stiver                 | Chevrolet 5.0 L V8              | P      | 522    |
| 34   | GTU    | 57  | Haberthur Racing                     | Jean-Luc Maury-Laribière Pascal Fabre Bernard Chauvin Patrick Cruchet Claude Vorilhon   | Porsche 996 GT3-R               | D      | 519    |
| 34   | GTU    | 57  | Haberthur Racing                     | Jean-Luc Maury-Laribière Pascal Fabre Bernard Chauvin Patrick Cruchet Claude Vorilhon   | Porsche 3.6 L Flat-6            | D      | 519    |
| 35   | SR     | 74  | 74 Ranch Resort                      | George Robinson Jack Baldwin Hurley Haywood Irv Hoerr                                   | Riley & Scott Mk. III           | G      | 495    |
| 35   | SR     | 74  | 74 Ranch Resort                      | George Robinson Jack Baldwin Hurley Haywood Irv Hoerr                                   | Chevrolet 6.0 L V8              | G      | 495    |
| DNF  | GTU    | 88  | MCR/Nygmatech                        | Peter Baron Gian Luigi Buitoni Tony Kester Leo Hindery Mike Borkowski                   | Porsche 996 GT3-R               | P      | 470    |
| DNF  | GTU    | 88  | MCR/Nygmatech                        | Peter Baron Gian Luigi Buitoni Tony Kester Leo Hindery Mike Borkowski                   | Porsche 3.6 L Flat-6            | P      | 470    |
| DNF  | GTU    | 22  | Seikel Motorsport                    | Kurt Matthewson Tony Burgess Paolo Rapetti Michel Neugarten                             | Porsche 996 GT3-R               | D      | 443    |
| DNF  | GTU    | 22  | Seikel Motorsport                    | Kurt Matthewson Tony Burgess Paolo Rapetti Michel Neugarten                             | Porsche 3.6 L Flat-6            | D      | 443    |
| 38   | GTO    | 38  | Proton Competition                   | Horst Felbermayr Horst Felbermayr jr. Christian Ried Gerold Ried                        | Porsche 911 GT2                 | Y      | 405    |
| 38   | GTO    | 38  | Proton Competition                   | Horst Felbermayr Horst Felbermayr jr. Christian Ried Gerold Ried                        | Porsche 3.6 L Flat-6 Turbo      | Y      | 405    |
| DNF  | GTU    | 70  | Skea Racing International            | David Murry Lloyd Hawkins Rohan Skea Johnny Mowlem                                      | Porsche 996 GT3-R               | P      | 400    |
| DNF  | GTU    | 70  | Skea Racing International            | David Murry Lloyd Hawkins Rohan Skea Johnny Mowlem                                      | Porsche 3.6 L Flat-6            | P      | 400    |
| DNF  | AGT    | 09  | Spirit of Daytona Racing             | Craig Conway Troy Flis Todd Flis Doug Goad                                              | Chevrolet Camaro                | P      | 397    |
| DNF  | AGT    | 09  | Spirit of Daytona Racing             | Craig Conway Troy Flis Todd Flis Doug Goad                                              | Chevrolet 5.9 L V8              | P      | 397    |
| 41   | SR     | 95  | TRV Motorsports                      | Barry Waddell Peter Boss R. J. Valentine Tom Volk                                       | Riley & Scott Mk. III           | G      | 380    |
| 41   | SR     | 95  | TRV Motorsports                      | Barry Waddell Peter Boss R. J. Valentine Tom Volk                                       | Chevrolet 5.0 L V8              | G      | 380    |
| DNF  | GTU    | 68  | The Racer's Group                    | Ron Herrerias Mike Smith Tom McGlynn Ludovico Manfredi Kevin Buckler                    | Porsche 911 Carrera RSR         | P G    | 373    |
| DNF  | GTU    | 68  | The Racer's Group                    | Ron Herrerias Mike Smith Tom McGlynn Ludovico Manfredi Kevin Buckler                    | Porsche 3.6 L Flat-6            | P G    | 373    |
| DNF  | SR     | 17  | Hybrid Motorsports                   | Chris Bingham Boris Said Mark Simo Rick Sutherland                                      | Riley & Scott Mk. III           | Y      | 352    |
| DNF  | SR     | 17  | Hybrid Motorsports                   | Chris Bingham Boris Said Mark Simo Rick Sutherland                                      | Ford 5.1 L V8                   | Y      | 352    |
| DNF  | GTU    | 33  | MAC Racing                           | Marc Schoonbroodt Luciano Tamburini Franco Bugané Kurt Thiel Roberto Bonuomo            | Porsche 996 GT3-R               | P      | 321    |
| DNF  | GTU    | 33  | MAC Racing                           | Marc Schoonbroodt Luciano Tamburini Franco Bugané Kurt Thiel Roberto Bonuomo            | Porsche 3.6 L Flat-6            | P      | 321    |
| DNF  | GTU    | 59  | Brumos Racing                        | Jürgen Barth Roland Bervillé Michel Ligonnet Ferdinand de Lesseps                       | Porsche 996 GT3-R               | M      | 314    |
| DNF  | GTU    | 59  | Brumos Racing                        | Jürgen Barth Roland Bervillé Michel Ligonnet Ferdinand de Lesseps                       | Porsche 3.6 L Flat-6            | M      | 314    |
| DNF  | GTU    | 51  | Dick Barbour Racing                  | Dirk Müller Bob Wollek Lucas Luhr                                                       | Porsche 996 GT3-R               | M      | 312    |
| DNF  | GTU    | 51  | Dick Barbour Racing                  | Dirk Müller Bob Wollek Lucas Luhr                                                       | Porsche 3.6 L Flat-6            | M      | 312    |
| DNF  | GTU    | 50  | Genesis Racing                       | Bill Auberlen Rick Fairbanks Nick Ham Chris Gleason                                     | BMW M3 E36                      | Y      | 312    |
| DNF  | GTU    | 50  | Genesis Racing                       | Bill Auberlen Rick Fairbanks Nick Ham Chris Gleason                                     | BMW 3.2 L I6                    | Y      | 312    |
| DNF  | SR     | 63  | Downing/Atlanta Racing               | Howard Katz Chris Ronson Steve Pelke Jim Downing Rich Grupp                             | Kudzu DLY                       | G      | 303    |
| DNF  | SR     | 63  | Downing/Atlanta Racing               | Howard Katz Chris Ronson Steve Pelke Jim Downing Rich Grupp                             | Mazda 4-Rotor                   | G      | 303    |
| DNF  | AGT    | 53  | Diablo Racing                        | Tom Scheuren Eric Curran Rick Dilorio Todd Snyder Mayo T. Smith                         | Chevrolet Camaro                | G      | 303    |
| DNF  | AGT    | 53  | Diablo Racing                        | Tom Scheuren Eric Curran Rick Dilorio Todd Snyder Mayo T. Smith                         | Chevrolet 5.1 L V8              | G      | 303    |
| DNF  | SR     | 9   | Bobby Brown Motorsports              | Bobby Brown Norman Goldrich Randy Lenz Brian DeVries                                    | Spice HC94                      | P      | 292    |
| DNF  | SR     | 9   | Bobby Brown Motorsports              | Bobby Brown Norman Goldrich Randy Lenz Brian DeVries                                    | Chevrolet 5.0 L V8              | P      | 292    |
| DNF  | AGT    | 13  | DM Motorsports                       | Martin Shuster Mark Montgomery Anthony Puleo                                            | Chevrolet Camaro                | G      | 289    |
| DNF  | AGT    | 13  | DM Motorsports                       | Martin Shuster Mark Montgomery Anthony Puleo                                            | Chevrolet 6.0 L V8              | G      | 289    |
| DNF  | GTO    | 48  | Haberthur Racing                     | Mauro Casadei Stefano Bucci Andrea Garbagnati Renato Mastropietro                       | Porsche 911 GT2                 | D      | 279    |
| DNF  | GTO    | 48  | Haberthur Racing                     | Mauro Casadei Stefano Bucci Andrea Garbagnati Renato Mastropietro                       | Porsche 3.8 L Flat-6 Turbo      | D      | 279    |
| 53   | SR     | 60  | Jacobs Motorsports                   | Steven Lynn Ray Snowdon Steve Algrin Richard Geck Michael Jacobs Frank Del Vecchio      | Kudzu DLM-4                     | P      | 277    |
| 53   | SR     | 60  | Jacobs Motorsports                   | Steven Lynn Ray Snowdon Steve Algrin Richard Geck Michael Jacobs Frank Del Vecchio      | Chevrolet 5.1 L V8              | P      | 277    |
| DNF  | GTO    | 14  | Jack Cauley Chevrolet                | R. K. Smith Jeff Norwicki Bill Lester John Heinricy                                     | Chevrolet Corvette C5-R         | P      | 261    |
| DNF  | GTO    | 14  | Jack Cauley Chevrolet                | R. K. Smith Jeff Norwicki Bill Lester John Heinricy                                     | Chevrolet 7.0 L V8              | P      | 261    |
| DNF  | GTO    | 03  | Roock Racing                         | Claudia Hürtgen Hubert Haupt Hisashi Wada Robert Nearn Nigel Smith Stephen Earle        | Porsche 911 GT2                 | Y      | 259    |
| DNF  | GTO    | 03  | Roock Racing                         | Claudia Hürtgen Hubert Haupt Hisashi Wada Robert Nearn Nigel Smith Stephen Earle        | Porsche 3.8 L Flat-6 Turbo      | Y      | 259    |
| DNF  | GTO    | 32  | Konrad Motorsport                    | Jürgen von Gartzen Charles Slater Peter Kitchak Calum Lockie Franz Konrad               | Porsche 911 GT2                 | D      | 248    |
| DNF  | GTO    | 32  | Konrad Motorsport                    | Jürgen von Gartzen Charles Slater Peter Kitchak Calum Lockie Franz Konrad               | Porsche 3.8 L Flat-6 Turbo      | D      | 248    |
| DNF  | AGT    | 40  | Rankin Racing                        | David Rankin Dorian Foyil Toto Lassally Hank Scott Ian James                            | Chevrolet Camaro                | G      | 240    |
| DNF  | AGT    | 40  | Rankin Racing                        | David Rankin Dorian Foyil Toto Lassally Hank Scott Ian James                            | Chevrolet 5.8 L V8              | G      | 240    |
| DNF  | GTO    | 15  | Kreider Motorsports                  | Gaston Aguirre Scott Watkins Daniel Urrutia Rene Villeneuve Dale Kreider                | Chevrolet Corvette C5-R         | G      | 239    |
| DNF  | GTO    | 15  | Kreider Motorsports                  | Gaston Aguirre Scott Watkins Daniel Urrutia Rene Villeneuve Dale Kreider                | Chevrolet 5.5 L V8              | G      | 239    |
| DNF  | GTU    | 24  | Goldin Brothers Racing               | Scott Finlay Steve Goldin Keith Goldin                                                  | Mazda RX-7                      | H G    | 239    |
| DNF  | GTU    | 24  | Goldin Brothers Racing               | Scott Finlay Steve Goldin Keith Goldin                                                  | Mazda 2-Rotor                   | H G    | 239    |
| DNF  | GTU    | 35  | Franco Scapini Motorsport            | Pierangelo Masselli Franco Scapini Erich Prinoth Ivan Capelli Giuseppe Pellin           | Ferrari F355                    | P      | 228    |
| DNF  | GTU    | 35  | Franco Scapini Motorsport            | Pierangelo Masselli Franco Scapini Erich Prinoth Ivan Capelli Giuseppe Pellin           | Ferrari F129B 3.5 L V8          | P      | 228    |
| DNF  | GTU    | 21  | Aasco Performance                    | John Rutherford IV Andy Hajducky Dave Geremia Bobby Oneglia Ken Fengler Bobby Carradine | Porsche 911 Carrera RSR         | Y      | 227    |
| DNF  | GTU    | 21  | Aasco Performance                    | John Rutherford IV Andy Hajducky Dave Geremia Bobby Oneglia Ken Fengler Bobby Carradine | Porsche 3.8 L Flat-6            | Y      | 227    |
| DNF  | GTU    | 75  | Champion Racing                      | Mike Brockman Paul Newman Michael Lauer Gunnar Jeannette                                | Porsche 996 GT3-R               | M      | 225    |
| DNF  | GTU    | 75  | Champion Racing                      | Mike Brockman Paul Newman Michael Lauer Gunnar Jeannette                                | Porsche 3.6 L Flat-6            | M      | 225    |
| DNF  | SR     | 31  | Konrad Motorsport                    | Jan Lammers Sascha Maassen Franz Konrad                                                 | Lola B98/10                     | D      | 209    |
| DNF  | SR     | 31  | Konrad Motorsport                    | Jan Lammers Sascha Maassen Franz Konrad                                                 | Ford 6.0 L V8                   | D      | 209    |
| DNF  | SR     | 00  | Autosport Racing                     | Enzo Calderari Angelo Zadra Marco Zadra Carl Rosenblad Lilian Bryner                    | Ferrari 333 SP                  | P      | 203    |
| DNF  | SR     | 00  | Autosport Racing                     | Enzo Calderari Angelo Zadra Marco Zadra Carl Rosenblad Lilian Bryner                    | Ferrari F310E 4.0 L V12         | P      | 203    |
| DNF  | GTU    | 89  | MCR/Nygmatech                        | James McCormick Kevin Crowder Tim Robertson Kurt Baumann                                | Porsche 996 GT3-R               | P      | 192    |
| DNF  | GTU    | 89  | MCR/Nygmatech                        | James McCormick Kevin Crowder Tim Robertson Kurt Baumann                                | Porsche 3.6 L Flat-6            | P      | 192    |
| DNF  | SR     | 29  | Intersport Racing                    | Andy Petery Craig Carter Gerry Green John Mirro                                         | Riley & Scott Mk. III           | G      | 175    |
| DNF  | SR     | 29  | Intersport Racing                    | Andy Petery Craig Carter Gerry Green John Mirro                                         | Ford 5.1 L V8                   | G      | 175    |
| DNF  | SR     | 37  | Intersport Racing                    | Jon Field Dale Whittington Don Whittington                                              | Lola B98/10                     | G      | 164    |
| DNF  | SR     | 37  | Intersport Racing                    | Jon Field Dale Whittington Don Whittington                                              | Ford 5.1 L V8                   | G      | 164    |
| DNF  | GTU    | 28  | Yellow Magic                         | Toshio Suzuki Anders Olofsson Tsuyoshi Takahashi Van Peter Hanson Tommy Riggins         | Ferrari F355                    | Y      | 164    |
| DNF  | GTU    | 28  | Yellow Magic                         | Toshio Suzuki Anders Olofsson Tsuyoshi Takahashi Van Peter Hanson Tommy Riggins         | Ferrari F129B 3.5 L V8          | Y      | 164    |
| DNF  | SR     | 12  | Risi Competizione                    | Alex Caffi Allan McNish Ralf Kelleners Domenico Schiattarella                           | Ferrari 333 SP                  | P      | 162    |
| DNF  | SR     | 12  | Risi Competizione                    | Alex Caffi Allan McNish Ralf Kelleners Domenico Schiattarella                           | Ferrari F310E 4.0 L V12         | P      | 162    |
| DNF  | GTU    | 55  | Genesis Racing                       | Felipe Rezk Shareef Malnik Dennis Crowley Chris Miller Rick Fairbanks                   | BMW M3 E36                      | Y      | 133    |
| DNF  | GTU    | 55  | Genesis Racing                       | Felipe Rezk Shareef Malnik Dennis Crowley Chris Miller Rick Fairbanks                   | BMW 3.2 L I6                    | Y      | 133    |
| DNF  | SR     | 27  | Doran Enterprises, Inc.              | Didier Theys Fredy Lienhard Ross Bentley Mauro Baldi                                    | Ferrari 333 SP                  | M      | 132    |
| DNF  | SR     | 27  | Doran Enterprises, Inc.              | Didier Theys Fredy Lienhard Ross Bentley Mauro Baldi                                    | Ferrari F310E 4.0 L V12         | M      | 132    |
| DNF  | GTO    | 04  | Roock Racing                         | Zak Brown David Warnock Spencer Trenery Vic Rice Stephen Earle                          | Porsche 911 GT2                 | Y      | 113    |
| DNF  | GTO    | 04  | Roock Racing                         | Zak Brown David Warnock Spencer Trenery Vic Rice Stephen Earle                          | Porsche 3.8 L Flat-6 Turbo      | Y      | 113    |
| DNF  | SR     | 06  | Multimatic Motorsports               | Scott Maxwell John Graham Harri Toivonen                                                | Lola B98/10                     | P      | 110    |
| DNF  | SR     | 06  | Multimatic Motorsports               | Scott Maxwell John Graham Harri Toivonen                                                | Ford-Cosworth XB 2.6 L V8 Turbo | P      | 110    |
| DNF  | GTU    | 69  | EMKA Racing                          | Derek Bell Tim Sugden Stephen Day Steve O'Rourke                                        | Porsche 996 GT3-R               | P      | 75     |
| DNF  | GTU    | 69  | EMKA Racing                          | Derek Bell Tim Sugden Stephen Day Steve O'Rourke                                        | Porsche 3.6 L Flat-6            | P      | 75     |
| DNF  | SR     | 42  | EBRT/Schroeder Motorsport            | Rob Wilson Martin Henderson Martyn Konig Jake Ulrich                                    | Pilbeam MP84                    | D      | 51     |
| DNF  | SR     | 42  | EBRT/Schroeder Motorsport            | Rob Wilson Martin Henderson Martyn Konig Jake Ulrich                                    | Nissan 3.0 L V6                 | D      | 51     |
| DNF  | GTO    | 49  | Haberthur Racing                     | Patrick Vuillaume Ugo Colombo Dieter Faller Anssi Muenz                                 | Porsche 911 GT2                 | D      | 49     |
| DNF  | GTO    | 49  | Haberthur Racing                     | Patrick Vuillaume Ugo Colombo Dieter Faller Anssi Muenz                                 | Porsche 3.6 L Flat-6 Turbo      | D      | 49     |
| DNF  | SR     | 8   | Philip Creighton Motorsports Ltd.    | Scott Schubot Henry Camferdam Duncan Dayton John Burton                                 | Riley & Scott Mk. III           | G      | 45     |
| DNF  | SR     | 8   | Philip Creighton Motorsports Ltd.    | Scott Schubot Henry Camferdam Duncan Dayton John Burton                                 | Ford 6.0 L V8                   | G      | 45     |
| DNF  | AGT    | 94  | Associated General Kinetics          | Paul Jenkins Steve Lisa Don Arpin Bill Beilharz Mark Reed                               | Chevrolet Camaro                | G      | 40     |
| DNF  | AGT    | 94  | Associated General Kinetics          | Paul Jenkins Steve Lisa Don Arpin Bill Beilharz Mark Reed                               | Chevrolet 6.1 L V8              | G      | 40     |
| DNF  | SR     | 78  | Sezio Florida Racing                 | Patrice Roussel Edouard Sezionale A. J. Smith                                           | Norma M2000-01                  | P      | 13     |
| DNF  | SR     | 78  | Sezio Florida Racing                 | Patrice Roussel Edouard Sezionale A. J. Smith                                           | BMW 4.0 L V8                    | P      | 13     |
| DNS  | GTU    | 54  | Bell Motorsports                     | Matt Drendel Scott Neuman Ron Johnson Hans-Joachim Stuck Peter Cunningham               | BMW M3 E36                      | Y      | 0      |
| DNS  | GTU    | 54  | Bell Motorsports                     | Matt Drendel Scott Neuman Ron Johnson Hans-Joachim Stuck Peter Cunningham               | BMW 3.2 L I6                    | Y      | 0      |

1962 · 1963 · 1964 · 1965 · 1966 · 1967 · 1968 · 1969 · 1970 · 1971 · 1972 · 1973 · 1974 · 1975 · 1976 · 1977 · 1978 · 1979 · 1980 · 1981 · 1982 · 1983 · 1984 · 1985 · 1986 · 1987 · 1988 · 1989 · 1990 · 1991 · 1992 · 1993 · 1994 · 1995 · 1996 · 1997 · 1998 · 1999 · 2000 · 2001 · 2002 · 2003 · 2004 · 2005 · 2006 · 2007 · 2008 · 2009 · 2010 · 2011 · 2012 · 2013 · 2014 · 2015 · 2016 · 2017 · 2018 · 2019 · 2020 · 2021 · 2022 · 2023 · 2024 · 2025